# Orchamoplatus plumensis
Orchamoplatus plumensis là một loài côn trùng cánh nửa trong họ Aleyrodidae, phân họ Aleyrodinae.
Orchamoplatus plumensis được Dumbleton miêu tả khoa học đầu tiên năm 1956.